# Peter Vidmar
Peter Vidmar (Los Ángeles, Estados Unidos, 3 de junio de 1961) es un gimnasta artístico estadounidense, especialista en la prueba de caballo con arcos con la que ha logrado ser campeón olímpico en 1984.

## 1979
En el Mundial de Fort Worth 1979 ganó el bronce por equipos —tras la Unión Soviética y Japón— siendo sus compañeros: Kurt Thomas, Bart Conner, Jim Hartung, Larry Gerard y Tim LaFleur.

## 1984
En los JJ. OO. celebrados en Los Ángeles ganó tres medallas: oro en caballo con arcos, oro en equipo —por delante de China y Japón, siendo sus compañeros: Bart Conner, Timothy Daggett, Mitchell Gaylord, James Hartung y Scott Johnson— y plata en la general individual, tras el japonés Koji Gushiken y por delante del chino Li Ning.